# 克拉姆峰
47°34′52″N 10°54′32″E / 47.58111°N 10.90889°E

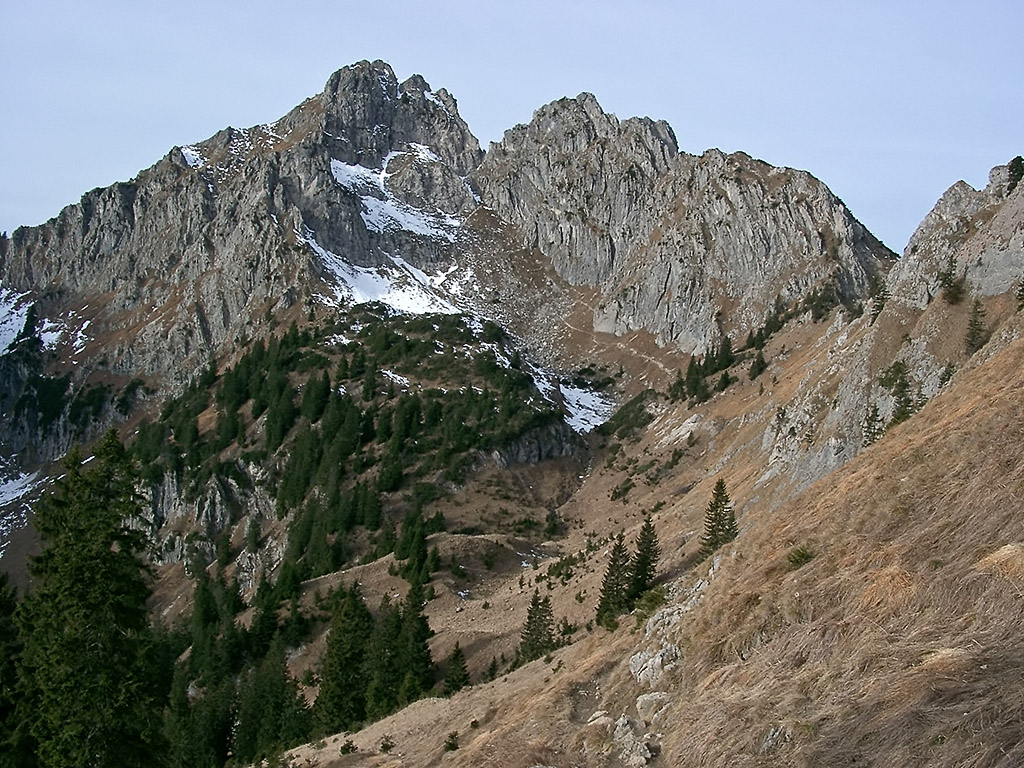

克拉姆峰（德語：Klammspitze），是德國的山峰，位於該國東南部，由巴伐利亞負責管轄，屬於阿爾高阿爾卑斯山脈的一部分，海拔高度1,924米，每年平均降雨量1,758毫米。